# Fekete lyuk

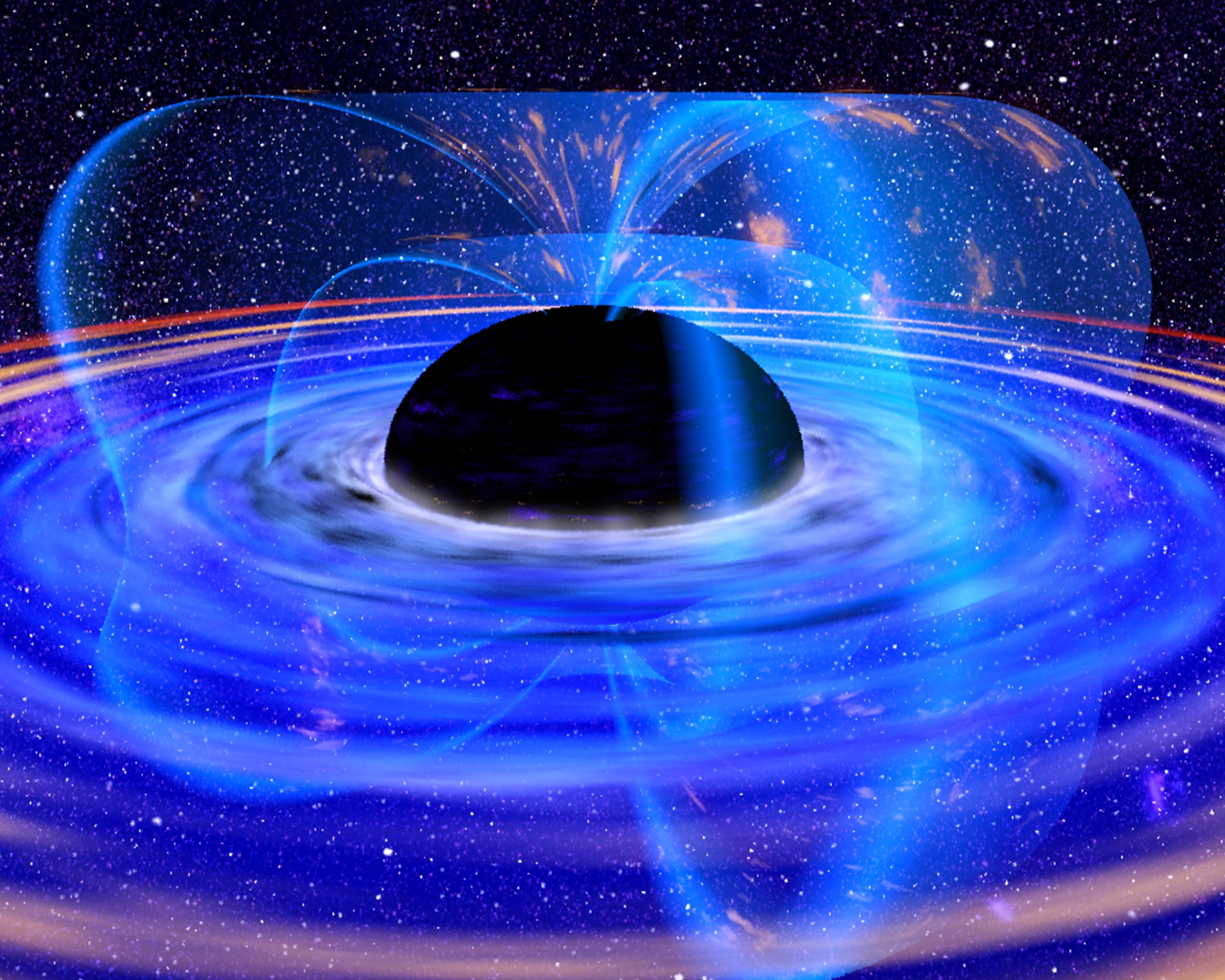
Egy fekete lyuk körüli forró plazmából álló akkréciós korong művészi ábrázolása. A kép közepén levő sötét gömb a fekete lyuk eseményhorizontja, ekörül kering az akkréciós korong. Az eseményhorizont pólusából kiinduló fényes nyúlványok mágneses erővonalak. (NASA)

Fekete lyuk gravitációs lencsehatása szimulált animáción

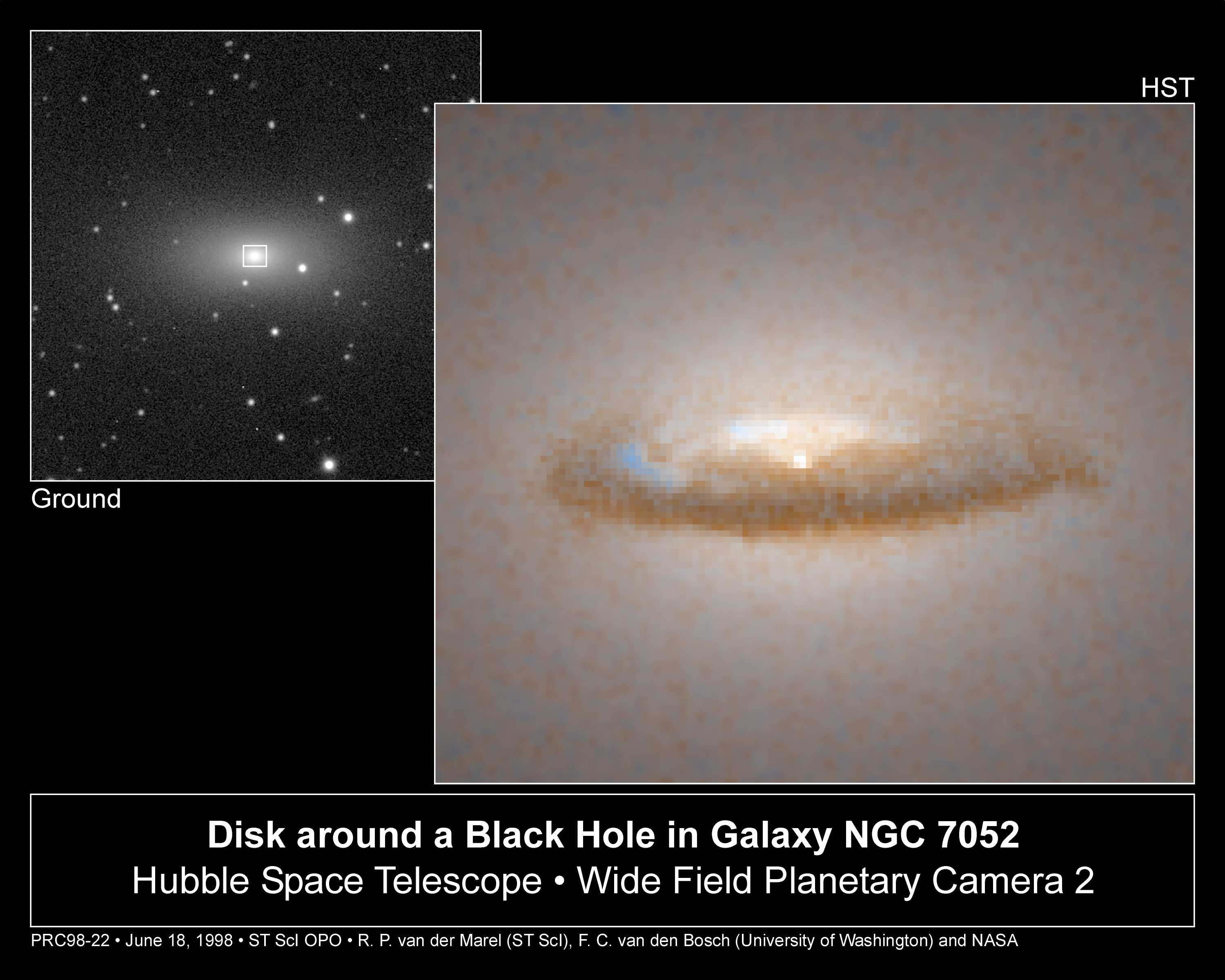
Az NGC 7052 elliptikus galaxis középpontjában lévő, 300 millió naptömegű, szupermasszív fekete lyuk és a körülötte lévő akkréciós korong a HST felvételén

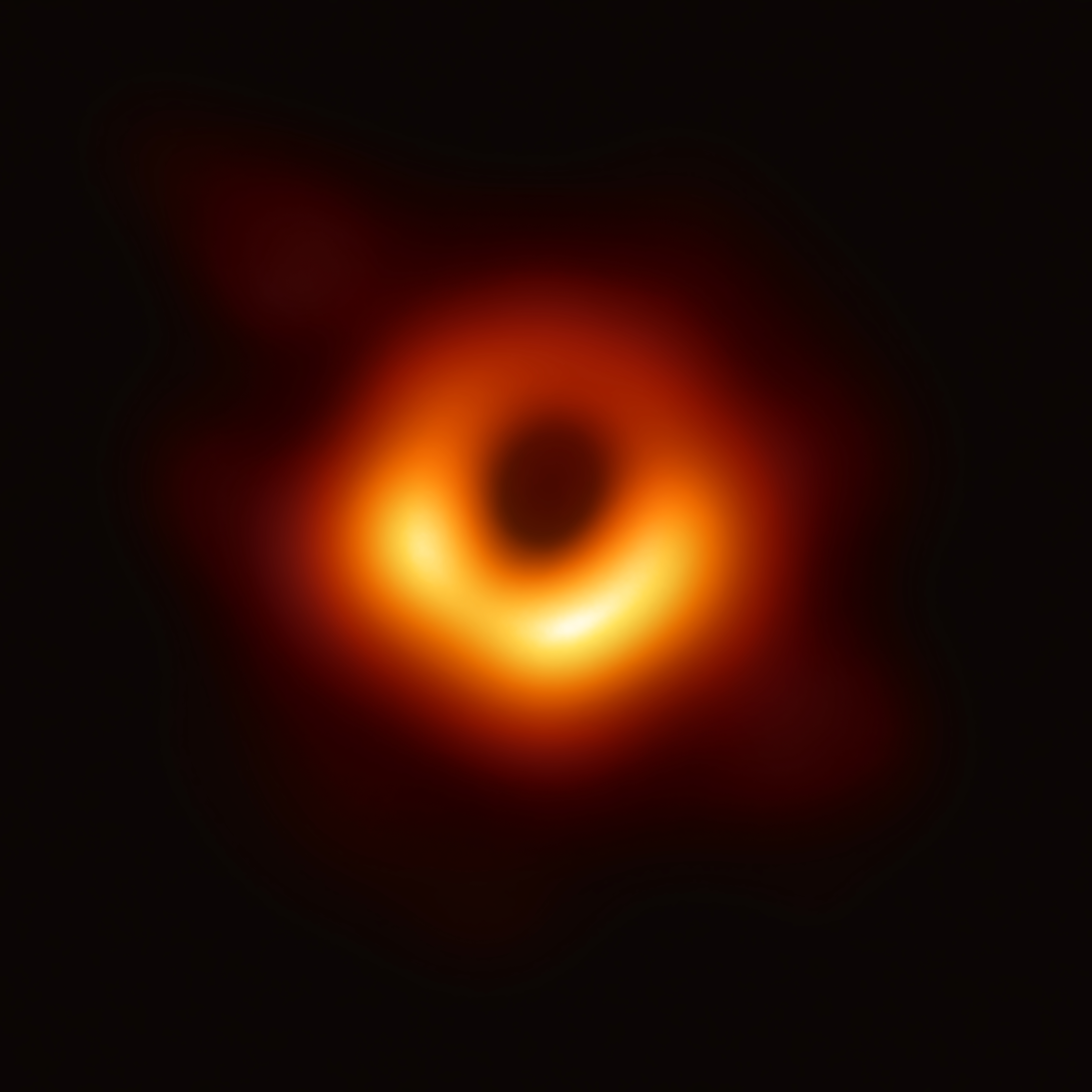
2019-ben az Eseményhorizont Távcső által készült kép a fekete lyuk árnyékáról

A fekete lyuk a téridő olyan tartománya, ahonnan az erős gravitáció miatt semmi, még a fény sem tud távozni. Félklasszikus szemléltetése szerint olyan égitest, amelynél a felszínre vonatkoztatott szökési sebesség eléri vagy meghaladja a fénysebesség értékét. Azonban a fekete lyukban – az eseményhorizont mögött – nincs valódi égitest: a fekete lyuknak nincs belső szerkezete, kifelé pedig csak a tömege, töltése és perdülete nyilvánul meg (kopaszsági elv).
Létezésüket az általános relativitáselmélet jósolta meg. Fekete lyuk keletkezik akkor, ha egy véges tömeg a gravitációs összeomlásnak nevezett folyamat során egy kritikus értéknél kisebb térfogatba tömörül össze. Ekkor az anyag összehúzódását okozó gravitációs erő minden más anyagi erőnél nagyobb lesz, s az anyag egyetlen pontba húzódik össze. Ebben a pontban az általános relativitáselmélet szerint bizonyos fizikai mennyiségek (sűrűség, téridőgörbület) végtelenné válnak (lásd: gravitációs szingularitás). A szingularitást körülvevő térrészben a gravitáció olyan erős, hogy onnan sem anyag, sem fény nem szabadulhat ki. A fekete lyuk-tartomány határát két jellegében eltérő módon határozhatjuk meg. A közgondolkodásban elterjedtebb eseményhorizontot a teljes téridő ismeretében a végtelenbe elszökni képes legbelső fénysugarak határozzák meg. A látszólagos horizont meghatározásához ezzel szemben nem szükséges ismernünk a teljes megoldást: a látszólagos horizonton belülről kibocsátott fénysugarak a szingularitás irányába indulnak el. Stacionárius fekete lyukak esetén a két meghatározás azonos eredményre vezet, de például a sugárzást tartalmazó Vaidya-téridőben a két meghatározás két különböző felületet eredményez. A fekete lyukon belülre kerülő anyag vagy sugárzás elkerülhetetlenül belezuhan a szingularitásba.
A fekete lyukak létezése mind elméletileg, mind csillagászati megfigyelésekkel jól alátámasztott (például Chandra űrtávcső). Az Eseményhorizont Teleszkóp megfigyelései alapján 2019. április 10-én bemutatták az első képet egy fekete lyukról, melynek előállításához az algoritmust Katie Bouman írta, amely alapján elkészítették a mintegy 900 000 sorból álló program kódolását. A lyuk elnevezés alatt nem a szokásos értelemben vett lyukat kell érteni, inkább a világűr egy részét, ami mindent elnyel, és ahonnan semmi nem tud visszatérni.
Másképpen, a fekete lyuk olyan égitest, mely nagy tömege ellenére elég kicsi, hogy elférjen az általa létrehozott eseményhorizonton belül. Ebben az esetben ugyanis az égitest minden pontja az eseményhorizonton belül van, tehát az eseményhorizonton kívülről nem látható. Meg kell jegyeznünk azonban, hogy a fekete lyuk mérete nem egy jól meghatározott mennyiség. Ezt illusztrálja a következő népszerű észrevétel. A gömbszimmetrikus fekete lyuk eseményhorizontjának sugara egyenesen arányos a fekete lyuk tömegével. A klasszikus sűrűség fogalmunk ugyanakkor arányos a tömeggel és fordítottan arányos a térfogattal. Mivel a fekete lyuk térfogata az eseményhorizont sugarának köbével arányos, a sűrűség fordítottan arányos a tömeg négyzetével, vagyis minél nagyobb tömegű egy fekete lyuk, annál kisebb a sűrűsége. A galaxisok közepén található fekete lyukak sűrűsége összemérhető a víz sűrűségével.

## Története
John Michell (1724–1793) Newton gravitációs elméletét alkalmazva rámutatott 1783-ban, hogy egy elegendően nagy tömegű és kis méretű csillagnak olyan erős lenne a gravitációs tere, hogy a felszínéről semmi sem tudna elszakadni. A fény korpuszkuláris elméletét és Newton gravitációs elméletét felhasználva kiszámította, hogy a Nap sűrűségét feltételezve ennek a csillagnak a sugara 486-szorosa lenne a Napénak, a tömege pedig annak 120 milliószorosa. Ez volt az első említése egy olyan típusú csillagnak, aminek jóval később a „fekete lyuk” nevet adták.
1796-ban Laplace tőle függetlenül ugyanerre jött rá.
Karl Schwarzschild német csillagász 1916-ban, miközben a német hadseregben az első világháborúban az orosz fronton harcolt, levezette az Einstein féle általános relativitáselmélet egy megoldását (lásd. Schwarzschild-metrika). Schwarzschild már 1900-ban (amikor 27 éves volt) benyújtott a német csillagászati társaság felé egy tanulmányt, amiben azt fejtegette, hogy a tér nem közönséges háromdimenziós dobozként viselkedik, hanem a gravitáció által furcsa módon „görbül”. Einstein hasonló megfogalmazást használt 1905-ben. Schwarzschild azt állapította meg tisztán matematikai úton, hogy ha egy csillag a saját gravitációja által egyre összébb húzódik, akkor a szökési sebesség egyre nagyobb lesz, míg eléri a fény sebességét, vagyis az ilyen objektum közeléből a fény sem tud távozni. Az „eseményhorizont” fogalmát is Schwarzschild írta le, 1916-ban. Ő maga nem hitt abban, hogy mindez fizikailag is létezhet.
A gömbszimmetrikus Schwarzschild-megoldás asztrofizikailag relevánsabb, forgásszimmetrikus általánosítását 1963-ban fedezte fel Roy P. Kerr.
Ötven évvel később a csillagászok kezdték komolyabban venni Schwarzschild elképzelését a „láthatatlan csillag”-ról.
A fekete lyuk („black hole”) kifejezést John Archibald Wheeler tette ismertté egy 1967-es New York-i konferencián, bár ő maga mindig hangsúlyozta, hogy azt valaki más javasolta neki.
1971-ben Wheeler csoportjának számításai azt valószínűsítették, hogy a Cygnus X-1 röntgencsillag egy fekete lyuk körül kering. (valójában maga a Cygnus X-1 egy fekete lyuk).
A LIGO-Virgo együttműködés LIGO detektorai 2015. szeptember 14-én először észlelték két fekete lyuk összeolvadásából származó gravitációs hullámot.
2019. április 10-én az Európai Déli Obszervatórium szakemberei által rendezett konferencián bemutatták a legelső fényképet, amely egy fekete lyukról készült. A képet az Eseményhorizont Távcső (Event Horizon Telescope, EHT) hálózat segítségével készítették és a Messier 87-es óriásgalaxis közepén található szupermasszív fekete lyukat ábrázolja.

## A fekete lyukak fizikai tulajdonságai

A fekete lyuk körül akkréciós korongot képez a körülötte keringő fősorozati csillagból belé áramló anyag (az akkréciós korong nem ér el az eseményhorizontig, a legbelső stabil körpálya (ISCO) elérése után belezuhan a lyukba). Az akkréciós korongra merőlegesen, annak két oldalán poláris jetek alakulnak ki

Jelenlegi ismereteink szerint a gravitációs összeomlás során keletkezett fekete lyukak gravitációs sugárzás formájában megszabadulnak a keletkezésük során elnyelt anyag szerkezetét őrző információtól és kellő idő elteltével a három paraméterrel jellemezhető Kerr–Newman-megoldással jellemezhetőek. Ez a három paraméter: a fekete lyuk tömege, forgási sebessége és (elméletileg előrejelzett, a természetben elő nem forduló) elektromos töltése.

### A fekete lyukak tömege
Egyes, kísérletileg még nem bizonyított elméletek szerint bizonyos magfizikai folyamatok során mikroszkopikus fekete lyukak keletkezhetnek.
Nagy tömegű csillagok egyik lehetséges végállapotaként, szupernóva-robbanás után a csillagmaradvány tömegétől függően vagy fekete lyuk, vagy neutroncsillag keletkezhet. A fekete lyuk keletkezéséhez elég nagy tömegű csillag szükséges, hogy még a belőle keletkezett neutroncsillag is összeroppanjon. Ez a tömeg jelenlegi ismereteink szerint valahol 1,7-2,7 naptömeg között van, a legkisebb ismert tömegű fekete lyuk 3,8 (±0,5) naptömegű. Ha viszont a csillag tömege túl nagy (20-40 naptömeg feletti), akkor még a szupernóva-robbanás előtt a csillagszéllel annyi anyagot veszít, hogy a maradék tömege nem elég a fekete lyuk létrejöttéhez, így nagyon gyorsan forgó és nagyon erős mágneses térrel rendelkező neutroncsillagok, magnetárok jönnek létre.
Több kisebb fekete lyuk ütközésével jöhetnek létre a sokáig keresett köztes tömegű fekete lyukak, ezek tömege néhány száz-néhány ezer naptömeg. Egyelőre nagyon kevés ilyen fekete lyukat ismerünk, az NGC 4472 galaxis egyik gömbhalmazában (valószínűleg a közepén) van ilyen fekete lyuk. Az NGC 5408 galaxisban lévő egyik ultrafényes röntgenforrás (ULX, Ultra Luminous X-ray source) tömegét egy új módszerrel megmérve 2000 naptömegnyinek adódott, így ez is ebbe a ritka csoportjába tartozik a fekete lyukaknak. Az ultrafényes röntgenforrásokat általában a kutatók a köztes tömegű fekete lyukakkal hozzák összefüggésbe.
Egyes galaxisok középpontja (a miénk is) tartalmaz nagyon nagy tömegű (több millió naptömegű) szupermasszív fekete lyukat.

### A fekete lyukak tömegének mérése
A fekete lyukak tömegét optikai mérésekkel akkor tudjuk pontosan meghatározni, ha a körülötte keringő csillagközi anyagfelhők, csillaghalmazok vagy csillagok mozgása, azaz pályamérete és sebessége is megmérhető.
A fekete lyukak összeolvadásakor keletkező gravitációs hullámokra illesztett sablonok képesek meghatározni a kezdeti két fekete lyuk és a végállapoti fekete lyuk tömegét is.

### A fekete lyukak forgása
A fekete lyukak forgási sebességéről nagyon keveset tudunk, egyelőre csak néhány égitestről rendelkezünk adatokkal. A forgás sebességét a*-gal jelöljük, ennek értéke 0, ha a fekete lyuk nem forog, 1 pedig akkor, ha az égitest az általános relativitáselmélet által megengedett legnagyobb sebességgel forog. Az eddig megmért forgási sebességű fekete lyukak esetében a* mindig 0,95 fölötti értéknek adódott, például a GRS 1915+105 jelű objektumnál a* 0,98, ez másodpercenként több mint 950 fordulatot jelent.

### A fekete lyukak forgási sebességének mérése
A megfigyelhető fekete lyukakba az akkréciós korongon keresztül folyamatosan anyag áramlik (ennek sugárzása árulja el számunkra a fekete lyuk létét). Az izzó gáz egyre közelebb kerül az égitesthez, majd belezuhan. A zuhanás előtti, legbelső stabil körpálya (ISCO, Innermost Stable Circular Orbit), melyen az anyag keringhet, összefüggésben van a lyuk forgási sebességével, mert a fekete lyuk forgása közben magával rántja a téridő-kontinuum egy darabját is (ez az egyetlen olyan fizikai hatás a külvilágra, mely a forgással van kapcsolatban). A legbelső stabil körpálya sugarának méréséből következtethetünk a fekete lyuk forgási sebességére, minél gyorsabban forog a lyuk, annál kisebb ez a sugár (lyukkal forgó téridő mintegy magával rántja a befelé áramló anyagot, emiatt az gyorsabban keringve a fekete lyukhoz sokkal közelebb juthat anélkül, hogy belezuhanna).
A legbelső stabil körpálya sugarát a benne áramló anyag hőmérsékletének (erre az általa kibocsátott röntgensugárzás színképének elemzésével következtetnek), vagy a benne lévő anyag egyes jellegzetes színképvonalai eltolódásának (melyet a gravitációs vöröseltolódás okoz) mérésével végzik.

## A fekete lyukak párolgása

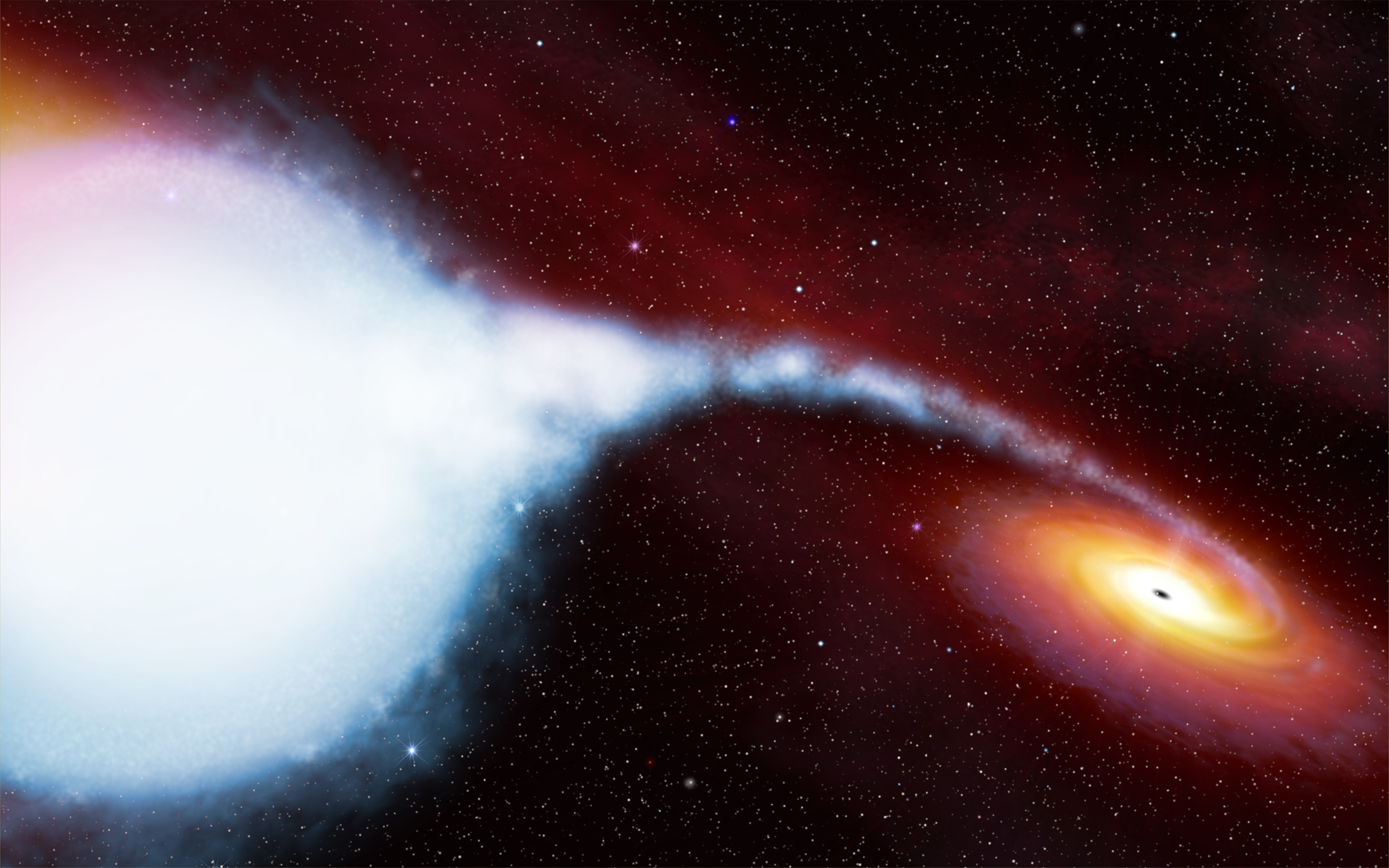
A Cygnus X-1, egy kettőscsillag egyik komponense az egyik elsőnek azonosított fekete lyuk (és egyben fényes röntgenforrás) és a körülötte lévő akkréciós korong, fantáziarajzon

Stephen Hawking kimutatta 1974-ben, hogy a fekete lyuk környezetében a lyuk tömegének rovására részecskék keletkezhetnek (az energia átalakul anyaggá), ezáltal a lyuk tömege csökkenhet. Ez az anyagkeletkezés annál intenzívebb, minél kisebb a lyuk tömege. A tudósról Hawking-sugárzásnak elnevezett jelenség révén, ahogy a lyuk egyre kisebbé válik, úgy lesz az anyagkibocsátás egyre erősebb, míg végül a lyuk robbanásszerű hevességgel eltűnik. A fekete lyukba belekerülő anyag és sugárzás viszont a lyuk tömegét növeli. Ez ellensúlyozza az anyagkibocsátást, egészen addig, amíg a világegyetem hőmérséklete (2,7 kelvines kozmikus mikrohullámú háttérsugárzás) a fekete lyuk felszíni hőmérséklete felett van (minél nagyobb tömegű a fekete lyuk, annál alacsonyabb, de – a viszonylag kis méreteket leszámítva – jóval 2,7 kelvin alatt, közel 0-hoz). Ez esetben viszonylag kis méret alatt azt kell érteni, hogy jelenleg holdunk tömegének megfelelő Schwarzschild-sugárral rendelkező fekete lyuk (azaz Holdunk tömegével megegyező tömegű fekete lyuk) van termikus egyensúlyban, ez az a méret, ahol ugyanannyi sugárzást bocsát ki a fekete lyuk, mint amennyit a háttérsugárzásból elnyelni képes (felszíni hőmérséklete éppen 2,7 kelvin). Ennél kisebb tömeg esetén a fekete lyuk tömege (amennyiben csillagközi gáz, por, csillagfény vagy egyéb „pluszban nem táplálja”) a párolgás miatt csökkenni fog, nagyobb tömeg esetén pedig akkor is tovább fog nőni, ha csak a háttérsugárzás táplálja (ha a tömeg úgymond csak egy kicsivel nagyobb a kérdéses határnál, akkor a tömegnövekedés ideje is kicsi lesz, mivel a háttérsugárzás hőmérséklete gyorsabban csökken, mint ahogy a csupán háttérsugárzás által táplált lyuk felszíni hőmérséklete csökkenni tud a tömegnövekedés hatására). A világegyetem tágulása miatt a világegyetem hőmérséklete folyamatosan csökken, nullához konvergál (örökké táguló világegyetem esetén), ami pedig azt jelenti, hogy egy idő után bármely fekete lyuk felszíni hőmérsékleténél alacsonyabb lesz, azaz egy idő után minden fekete lyuk tömege csökkenni kezd, végül teljesen elpárolog (örökké táguló világegyetem esetén; azért itt is előfordulhat elfajuló eset, például hiperbolikusan gyorsuló tágulás esetén a világegyetem mérete véges időn belül végtelen nagyra nőhet, és nem biztos, hogy a fekete lyuknak lesz ideje elpárologni, mielőtt a világegyetem „szétspriccel a végtelenbe…”; ha ez megtörténik, többé nincs értelme térről és időről beszélni, ahogy a kérdéses fekete lyukról sem), zárt világegyetem esetében a helyzet a tágulás, majd az ezt követő összehúzódás paramétereitől, illetve a fekete lyuk tömegétől függ).
Eme felfedezés megcáfolta a teóriát, miszerint az információ – jelen esetben a fekete lyuk által elnyelt objektumokban hordozott fizikai információ (tömeg, energia, impulzus, elektromos töltés) – eltűnik a fekete lyukkal együtt. Most már tudvalevő, hogy ezen információk megőrződnek a párolgás közben közvetlenül az eseményhorizonttól kisugárzott elemi részecskék között kialakuló gravitációs és egyéb típusú kölcsönhatásokban. Ezen kölcsönhatások bozonok közvetítésével jönnek létre. Ezek alapján (legalábbis elvben) visszakövethetők az elnyelt információk.

## Gravitációs örvénylés
Az 1980-as években a korai röntgentávcsövekkel dolgozó csillagászok felfedezték, hogy a galaxisunkban lévő, csillagtömegű fekete lyukaktól származó röntgensugárzás „pislákol”. Ez azt jelenti, hogy az erőssége gyors ütemben változik. A jelenséget akkor „kvázi-periodikus oszcilláció” névvel illették (Quasi Periodic Oscillation, QPO). A vibrálásban észlelhető volt egy minta: kezdetben 10 másodpercben volt mérhető a periódusidő, majd ahogy napok s hetek teltek el, a vibrálás felgyorsult másodpercenként tízre. Majd a vibrálás hirtelen teljesen abbamaradt.
Az 1990-es évek során a csillagászok elkezdték feltételezni, hogy a „kvázi-periodikus oszcilláció” kapcsolatban lehet egy gravitációs hatással, amit Einstein általános relativitáselmélete megjósolt: egy forgó objektum gravitációs örvénylést hoz létre. A jelenséget első leíróikról (1918) „Lense—Thirring-hatás”-nak nevezik.
A fekete lyuk körül keringésre kényszerített anyag a fekete lyukhoz közelebbi része gyorsabban kering a távolabbi anyaghoz viszonyítva, és nagy energiájú sugárzást bocsát ki, ami összeütközik a körülötte lévő anyaggal, ami a vas atomokat röntgensugárzás kibocsátására készteti egy bizonyos hullámhosszon, más néven spektrumvonalon.
Mivel az akkréciós korong keringésben van, a vas spektrumvonalának hullámhossza a Doppler-hatásnak megfelelően változik. Ha a beljebb lévő anyagáramlás keringési síkja változik (lásd precesszió), akkor időnként a hozzánk közelítő anyag lesz fényesebb, máskor pedig az éppen távolodó. Vagyis a spektrumvonal ide-oda ingadozni fog a precessziós ciklusnak megfelelően. Ezt az ingadozást ki tudta mérni az Európai Űrügynökség (European Space Agency) XMM-Newton nevű röntgentávcsöve, és ezzel mérésekkel igazolta a gravitációs örvénylést egy fekete lyuk körül. A felfedezést a NASA Nuclear Spectroscopic Telescope Array (NuSTAR) küldetése segítette. A mérésekhez a H 1743-322 jelölésű fekete lyukat választották, ami akkor négy másodperces „kvázi-periodikus oszcilláció”-t mutatott. Az XMM-Newtonnal 260 000 másodpercig, a NuSTAR-ral 70 000 másodpercig végeztek méréseket, majd a kapott adatokat kielemezték. Megállapították, hogy az ingadozás az általános relativitáselméletnek megfelelő mértékű. Ennek az a jelentősége, hogy eddig nem sikerült Einstein szóban forgó elméletét erős gravitációs tér közelében kísérletileg tesztelni, illetve igazolni.

### Weboldalak
- Észlelték egy fekete lyuk születését
- Stephen W. Hawking: Az idő rövid története, Maecenas Könyvek, Budapest, 1989, 1993, 1995, 1998; ISBN 963-9025-74-7, ISBN 963-8396-10-5, Középiskolás tudással érthető leírás többek között a fekete lyukakról; (online magyar szöveg)
- Dávid Gyula: Pislákoló csillagroncsok - fehér törpék, neutroncsillagok, fekete lyukak (audio), (video) – Előadás a Polaris csillagvizsgálóban, 2006. december 20.
- Dávid Gyula: Fekete, fehér és szürke lyukak (audio) – Előadás a Polaris csillagvizsgálóban, 2005. február 14.
- Fekete lyukak nyomában (videó)